# Torda-ediktet
Torda-ediktet i 1568 var et tidligt forsøg på at skabe religionsfrihed i det kristne Europa. Johann 2. Zápolya udstedte ediktet og det var hofprædikanten Ferenc Dávid, som inspirerede kongen til det.
| Historie | Spire Denne historieartikel er en spire som bør udbygges. Du er velkommen til at hjælpe Wikipedia ved at udvide den. |